# Quartet de corda núm. 2 (Mozart)
El Quartet de corda núm. 2 en re major, K. 155 (134a), és una composició de Wolfgang Amadeus Mozart escrita la tardor de 1772 a Bozen (Tirol), durant el tercer viatge de Mozart a Itàlia. Es tracta del primer d'una sèrie de sis quartets, coneguts com a Quartets milanesos, ja que van ser compostos a Milà, mentre Mozart estava treballant en la seva òpera Lucio Silla.
Consta de tres moviments:
1. Allegro
2. Andante
3. Molto allegretto